# جورج بلاكوود
جورج بلاكوود (بالإنجليزية: George Blackwood)‏ (4 يونيو 1997 بأستراليا - ) هو لاعب كرة قدم أسترالي في مركز الهجوم. شارك مع منتخب أستراليا تحت 20 سنة لكرة القدم ومنتخب أستراليا الوطني لكرة القدم تحت 23 سنة. أما مع النوادي، فقد لعب مع سيدني إف سي.

## روابط خارجية
- جورج بلاكوود على موقع إي إس بي إن إف سي (الإنجليزية)
- جورج بلاكوود على موقع قاعدة بيانات كرة القدم.إي يو (الإنجليزية)
- جورج بلاكوود على موقع Soccerbase.com (لاعب) (الإنجليزية)
- جورج بلاكوود على موقع Soccerway.com (الإنجليزية)
- جورج بلاكوود على موقع عالم كرة القدم.نت (الإنجليزية)